# David A. Prince
David Allan Prince (* 14. Juli 1932 in Newark, New Jersey) ist ein US-amerikanischer Neurologe und sowohl klinischer als auch experimenteller Epileptologe.

## Leben
Nach dem Studium der Psychologie an der Universität von Vermont in Burlington bis 1953 studierte Prince bis 1956 Medizin an der Universität von Pennsylvania in Philadelphia. Von 1957 bis 1962 – mit Unterbrechung durch Militärdienst 1958–1960 – absolvierte er seine Facharztweiterbildung am Mount Sinai Hospital in New York City.
Seit 1962 ist Prince an der Stanford University School of Medicine in Stanford, Kalifornien, tätig. Von 1962 bis 1963 hatte er eine Special Fellowship für Neurophysiologie der National Institutes of Health (NIH). Von 1963 bis 1968 war er Assistant Professor, von 1968 bis 1970 Associate Professor für Medizin (Neurologie), von 1970 bis 1971 Acting Chairman und von 1971 bis 1989 Chairman und Professor für Neurologie und Neurologische Wissenschaften.
Prince war u. a. von 1973 bis 1974 Präsident der US-amerikanischen Epilepsiegesellschaft (American Epilepsy Society; AES).

## Werk
Wissenschaftlicher Schwerpunkt von Prince war und ist die Erforschung der normalen und abnormalen Regulierung der Erregbarkeit in Neuronen von Hirnrinde und Thalamus von Säugetieren und der Mechanismen, die der Entwicklung und Prophylaxe von Epilepsie in Tiermodellen zugrunde liegen. Langfristige Ziele sind zu verstehen, wie kortikale Verletzungen und andere pathologische Prozesse Veränderungen in der Struktur und Funktion von Neuronen und neuronalen Netzwerken induzieren, die zu Übererregbarkeit und Epileptogenese führen.
Prince ist (Ko-)Autor von zahlreichen Artikeln in Fachzeitschriften sowie Buchbeiträgen, darunter (Stand Oktober 2017) 231 Pubmed-gelisteten Beiträgen.

## Auszeichnungen
Prince erhielt zahlreiche Auszeichnungen und Ehrungen, u. a.:
- 1978 Lennox-Award der AES
- 1987 Ehrenmitgliedschaft der Deutschen Sektion der ILAE (seit 2004: Deutsche Gesellschaft für Epileptologie)
- 1991 Forschungsanerkennungspreis der AES und Milken-Familienstiftung